# Кварацхелия, Лаша
Лаша Кварацхелия (груз. ლაშა კვარაცხელია) — грузинский футболист, защитник клуба «Шукура».

## Биография
Кварацхелия — воспитанник тбилисского «Динамо». Профессиональную карьеру начал в клубе «Шукура». Во взрослом футболе он дебютировал 28 октября 2021 года в матче Кубка Грузии против команды «Гагра». В конце сезона не стал продлевать контракт и в статусе свободного агента перешел в клуб «Даугавпилс», за который дебютировал 13 марта 2022 в матче чемпионата против «Тукумс 2000» (2:1). В конце сезона он вернулся в свой первый профессиональный клуб.
Выступал за юношеские сборные Грузии.